# XO (chanson de Beyoncé)
Pour les articles homonymes, voir XO.
Singles de Beyoncé Knowles
End of Time
(2012) Drunk in Love
(2013)
XO est une chanson de la chanteuse américaine Beyoncé Knowles issue 5e album. Le titre est écrit par Ryan Tedder, Terius Nash et Beyoncé Knowles. Il est sorti comme single le 17 décembre 2013.

## Performances
Beyoncé l'a interprété pour la première fois lors de sa tournée mondiale  The Mrs. Carter Show World Tour, le 13 décembre 2013 à Chicago.

## Clip
Le clip a été réalisé par Terry Richardson et tourné à Coney Island le 17 août 2013.